# Humanontogenetik
Humanontogenetik ist ein System von Aussagen über Entwicklung und Struktur des Individuums. Als ein interdisziplinäres Modell, hat es die ganzheitliche Beschreibung des individuellen Menschen, in struktureller Hinsicht als eine biopsychosoziale Einheit und in dynamischer Hinsicht als der Entwicklung des Individuums von der Konzeption bis zum Tod zum Ziel. Der Begriff der Humanontogenetik ist ein terminus technicus, abgeleitet vom Begriff der Ontogenese. Die Humanontogenetik ist keine Subdisziplin der Genetik.

## Geschichte
In den frühen 1980er Jahren begründeten Karl-Friedrich Wessel, der Verhaltensbiologe Günter Tembrock, der Entwicklungspsychologe Hans-Dieter Schmidt und der Mediziner und Endokrinologe Günter Dörner zusammen mit weiteren Kollegen das Forschungsprojekt „Biopsychosoziale Einheit Mensch“. Gemeinsam entwickelten sie ein theoretisches Modell und einen kritischen Ansatz für die interdisziplinäre Forschung in den Humanwissenschaften und begründeten damit eine neue Disziplin, die Humanontogenetik. Dies führte im Jahr 1990 zur Gründung des „Institut für Wissenschaftsphilosophie und Humanontogenetik“ an der Humboldt-Universität zu Berlin, welches im Jahr 2000 zum Projekt Humanontogenetik umgewandelt wurde. Leiter des „Instituts für Wissenschaftsphilosophie und Humanontogenetik“, wie auch des „Projekts Humanontogenetik“ war und ist Karl-Friedrich Wessel. Karl-Friedrich Wessel organisiert im Rahmen des Projekts Humanontogenetik an der Humboldt-Universität zu Berlin seit 1999, zum Teil mit Kollegen aus verschiedenen Disziplinen, monatlich die „Humanontogenetische Kolloquien“ und jährlich eine „Humanontogenetische Tagung“.
Im Jahr 1997 wurde der Förderverein für Humanontogenetik als eingetragener Verein gegründet, der sich später in Gesellschaft für Humanontogenetik umbenannte.

## Theorie und Methodik
Die Grundprämissen der Humanontogenetik sind erstens die Möglichkeit der lebenslangen Entwicklung von der Konzeption bis zum Tode und zweitens die Existenzweise des Individuums als biopsychosoziale Einheit.
Die Humanontogenetik vereint systemtheoretische, entwicklungspsychologische und verhaltensbiologische Elemente zu einem einheitlichen Modell. Die Möglichkeit der lebenslangen Entwicklung, das System der Kompetenzen, das Modell der sensiblen und kritischen Phasen, sowie die Ökologie der Humanontogenese stellen grundlegende theoretische Konzepte der Humanontogenetik dar.
Das hierarchische System der Kompetenzen macht deutlich, welche Strukturelemente wann und in welcher Weise wichtig sind. Die Ökologie der Humanontogenetik untersucht die Umwelt als Voraussetzung der Entwicklung des Individuums während der gesamten Entwicklung in den verschiedenen Zuständen unter Einschluss von speziellen Theorien wie etwa der von Urie Bronfenbrenner. Die sensiblen Phasen in der Entwicklung werden als konstituierende Momente im Anschluss an die allgemeine Theorie von Konrad Lorenz besonders hervorgehoben. Ein weiteres wichtiges Merkmal der Existenzweise des Menschen wird in der Möglichkeit reflexiver Verfügbarkeit von Zeit gesehen. Anthropologisch wird der Mensch als Zeitwesen (homo temporalis) bestimmt. Die Souveränität wird als grundlegendes qualitatives Wesensmerkmal des Individuums begründet.
Die Ontogenese ist in drei Phasen untergliedert (Drei-Phasen-Modell): Reifephase, Leistungsphase und Erfahrungsphase. Die Entwicklung des Individuums von der Konzeption bis zum Tode wird unter Einschluss der Endokrinologie und Pädiatrie für den Anfang der Entwicklung und der Gerontologie und Geriatrie hinsichtlich ihres Endes genauer untersucht.
Die Humanontogenetik bedient sich in methodischer Hinsicht u. a. der Langzeitstudien, der vergleichenden Forschung und der Methoden der Biographieforschung. Die interdisziplinäre Arbeit ist gegenstands- und problembezogen. Problematisierte Themen können aus allen humanwissenschaftlichen und angewandten Disziplinen kommen, bisher finden sich Arbeiten bspw. zu Fragen der Pädagogik, der Pflege, der Entwicklungspsychologie oder der Medizin etc. Die Humanontogenetik kann integrativ, wie auch kritisch-reflexiv verfahren.

## Integrationspotential und Anwendungsmöglichkeiten
Die Humanontogenetik ist nicht nur ein Resultat interdisziplinärer und transdisziplinärer Bemühungen, die zu einer eigenständigen Konzeption führten, sondern sie spielt auch bzw. könnte weit über die gegenwärtigen Möglichkeiten hinaus eine integrative Rolle spielen, sowohl hinsichtlich der Human- bzw. Lebenswissenschaften als auch in den angewandten Disziplinen. Gezeigt wurde dies u. a. für die Medizin,
die Rehabilitationswissenschaften, die Pflegewissenschaften (Berliner Pflegetagungen), die Erziehungswissenschaften oder die Sportwissenschaft, .